# Abuyog
Abuyog é um município de  primeira classe de renda municipal (d) na província Leyte, nas Filipinas. De acordo com o censo de 1 de maio  de  2020 possui uma população de 61 216 pessoas e 14 896 domicílios.